# مطعم وجبات سريعة

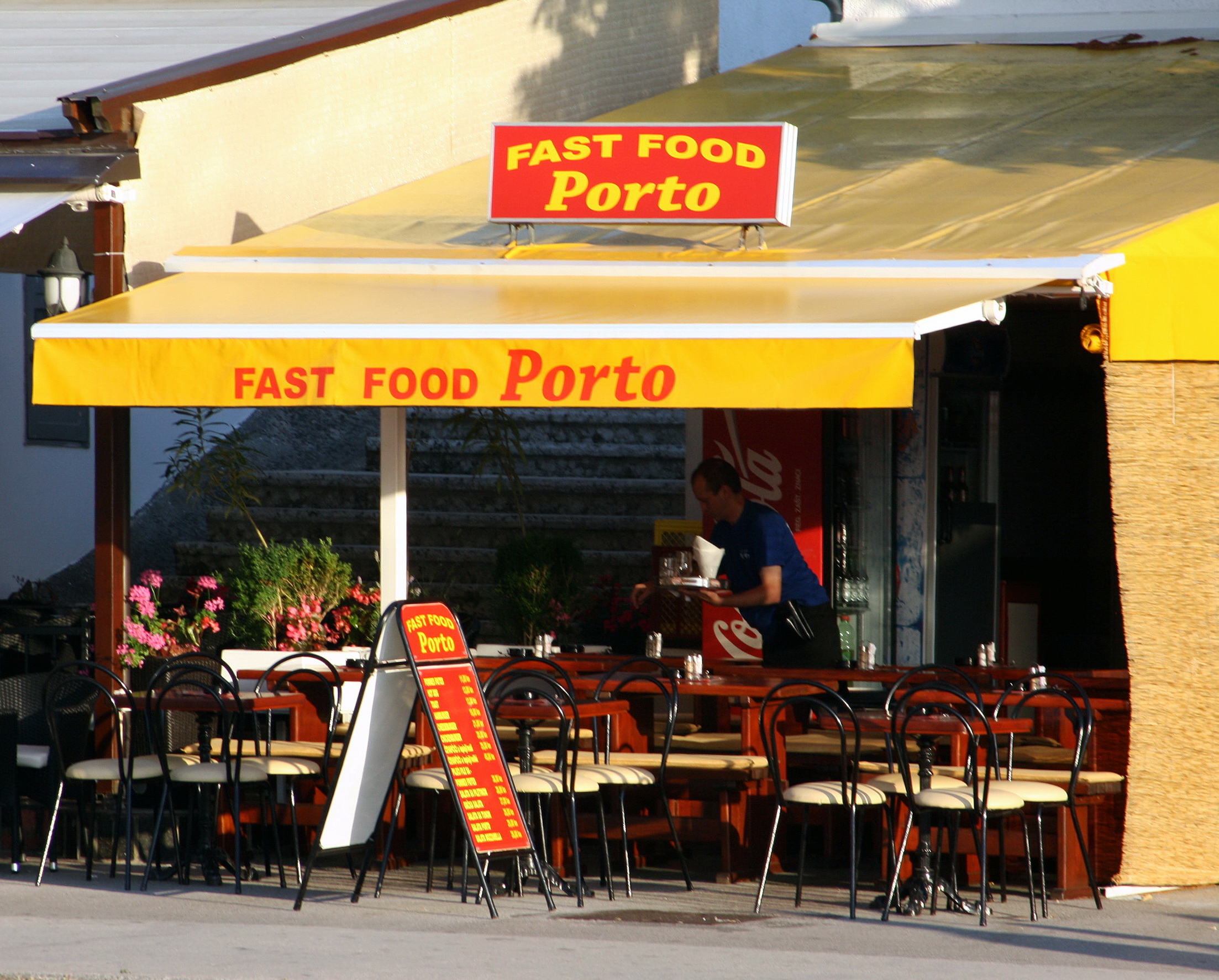
مطعم للوجبات السريعة في ميناء مدينة مالينسكا، كرواتيا

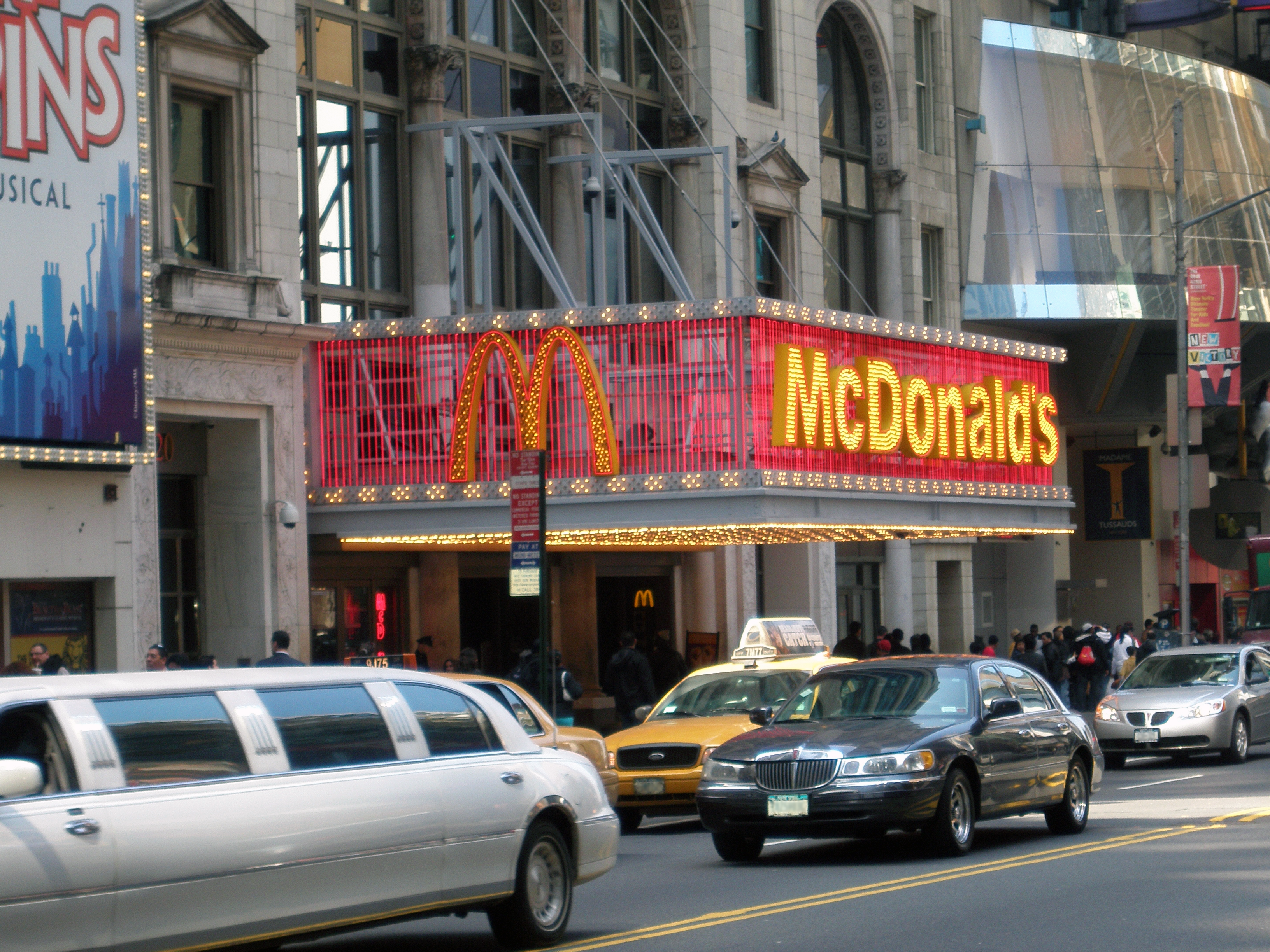
مطعم ماكدونالدز في ميدان التايمز، مدينة نيويورك

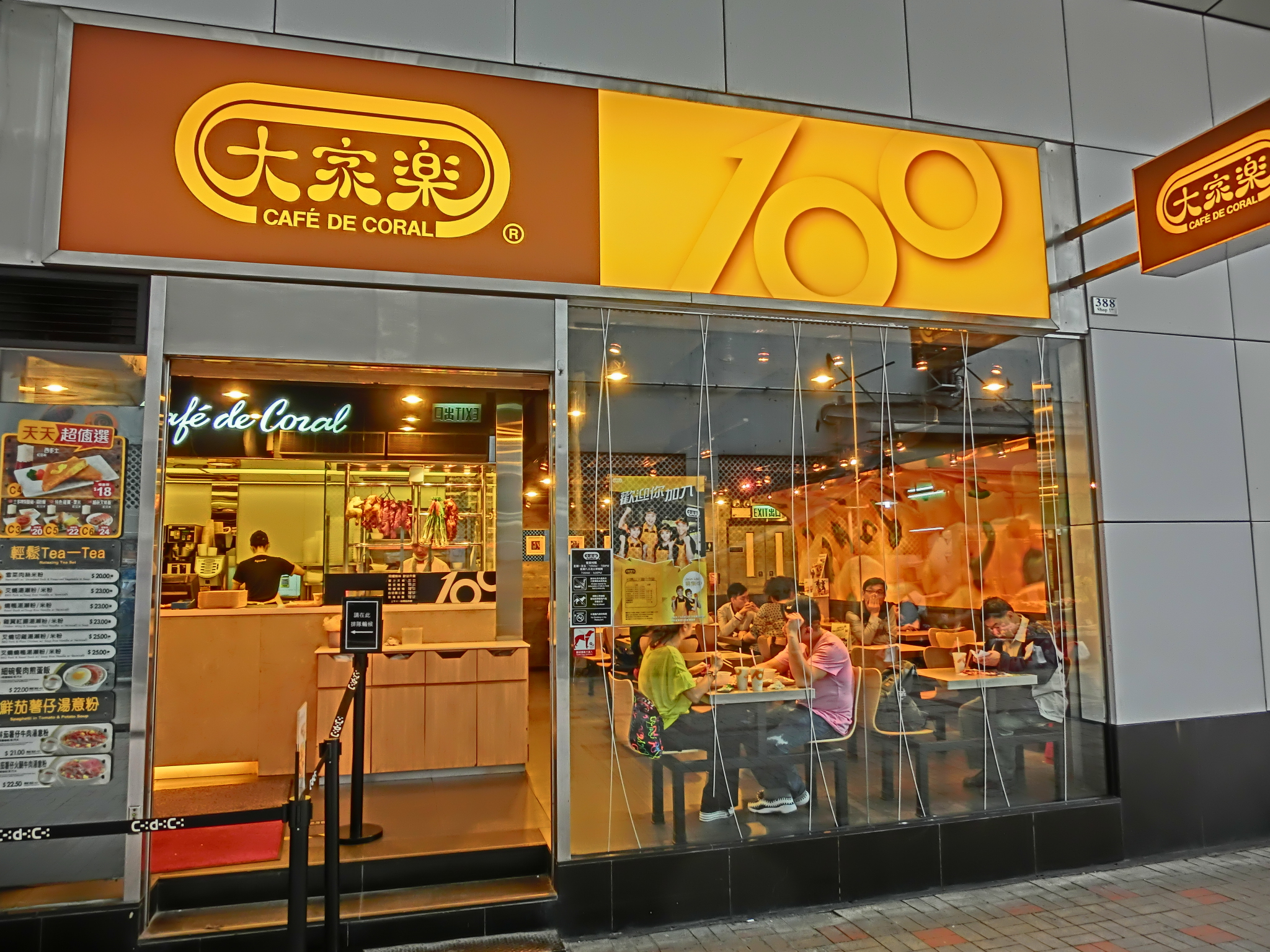
مطعم وجبات سريعة في هونغ كونغ

 مطعم الوجبات السريعة أو ما يعرف بمطعم الخدمة السريعة، هو نوع معين من المطاعم يتميز بتقديم الأطعمة سريعة التحضير ويقدم قائمة محدودة من الوجبات. غالباً ما تنتمي الأطعمة المقدمة في مطاعم الوجبات السريعة إلى «نمط النظام الغذائي الغربي». نظراً لمحدودية الخيارات، يتم إعداد الوجبات بكميات كبيرة مقدماً ويحتفظ بها ساخنة ومعبئة لتكون جاهزة للتقديم عند الطلب. معظم مطاعم الوجبات السريعة توفر الوجبات للمناولة لكن بعضها يقدم خدمة الطعام داخل الصالات. كما تكون هذه المطاعم عبارة عن سلاسل تمتلك فروعاً عديدة في عدة مدن داخل الدولة أو في دول عديدة. ورد تعريف «وجبة سريعة» في قاموس مريام ويبستر للمرة الأولى عام 1951.
يمكن القول أن نشأة المطاعم السريعة بدأ في الولايات المتحدة، حيث أنشأت مطاعم إيه آند دبليو عام 1919 ومطاعم وايت كاستيل عام 1921. أما اليوم أما اليوم، فقد نشأت في الولايات المتحدة العديد من سلاسل الوجبات السريعة مثل ماكدونالدز ودجاج كنتاكي وهي شركات متعددة الجنسيات ذات منافذ في جميع أنحاء العالم.
تتنوع خدمات مطاعم الوجبات السريعة من «عرض الوجبات الجاهزة» إلى «التزويد من خلال عربات الطعام» إلى «الطلب من خلال الهاتف». كما تقدم بعض المطاعم الوجبات داخل المطعم وأحياناً ترسل الوجبات إلى مواقع العمل الخارجية كالمصانع.

## الولايات المتحدة

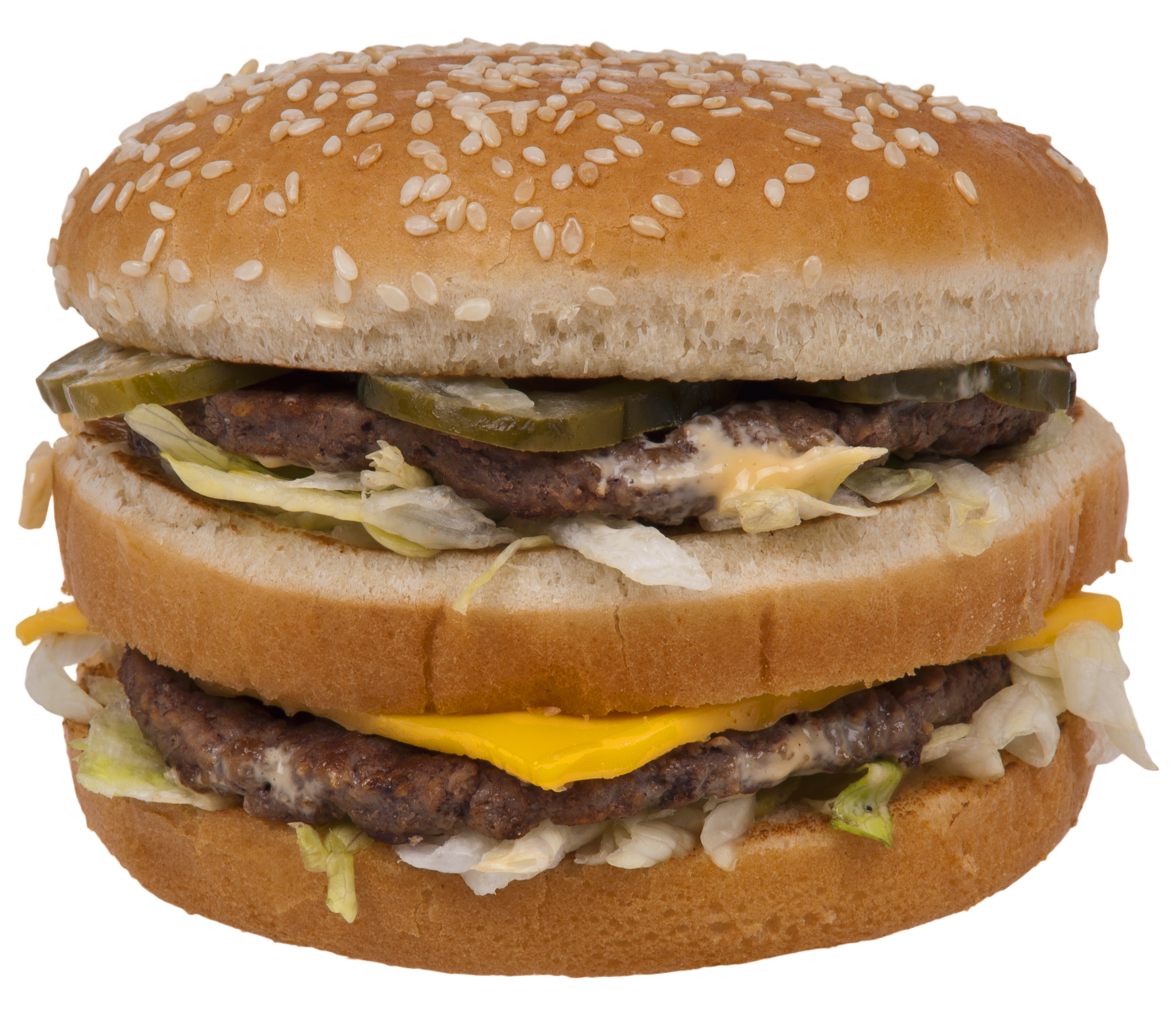
وجبة هامبرغر "بيغ ماك"، وجدت للمرة الأولى عام 1968.

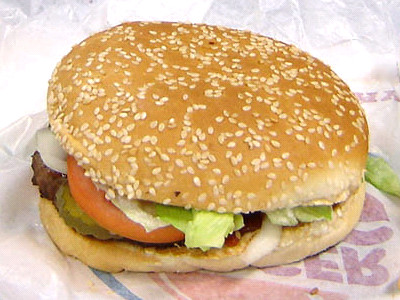
ساندويتش ووبر من بيرغر كينغ

يمكن تتبع تاريخ الوجبات السريعة الحديث في أمريكا إلى 7 تموز (يوليو) 1912، عندما افتتح مطعم للوجبات السريعة باسم أوتومات في نيويورك". وكان هذا المطعم عبارة عن كافتيريا، تجهّز فيها الوجبات خلف نوافذ زجاجية وفتحات صغيرة تعمل بواسطة وضع القطع النقدية. افتتح جوزيف هورن وفرانك هاردارت أول مطعم أوتومات في فيلادلفيا باسم "هورن وهاردارت" عام 1902. لكن الفرع الذي افتتحاه في برودواي وشارع 13 في نيويورك خلق ضجة كبيرة. ثم بنيت العديد من مطاعم أوتومات في مختلف الولايات لتلبية الطلب الزائد. واستمرت شهرة أوتومات في عشرينيات وثلاثينيات القرن العشرين. كما شاعت فكرة المطعم "أخذ الطعام خارجاً" وشاع شعارهم "عمل أقل للأمهات".
يذكر بعض المؤرخون أن مطاعم أيه آند دبليو التي افتتحت عام 1919 وبدأت بالامتياز عام 1921 هي أول مطاعم للوجبات السريعة. وعليه تكون شركة وايت كاستيل الأمريكية هي ثانية سلسلة مطاعم وجبات سريعة والتي افتتحت مطعمها في ويتشيتا (كانساس) عام 1921؛ ويذكر أنها كانت تبيع الهامبرغر بسعر 5 سنتات في بداياتها. أما ما هو مؤكد فهو أن وايت كاستيل بذلت جهوداً لوضع معايير ومقاييس للإنتاج الغذاء وتشغيل مطاعم الهامبرغر.
معظم مطاعم الهامبرغر التي ينطبق عليها مصطلح الوجبات السريعة أنشأت بواسطة أخوين من ناشوا وهما ريتشارد وموريس ماكدونالد. فقد افتتحا مطعم للشواء عام 1940 في سان بيرناردينو، كاليفورنيا. بعد اكتشافهما أن معظم الأرباح جاءت من مبيعات الهامبرغر، أغلق الأخوان مطعمهما لمدة 3 أشهر ثم أعادا افتتاحه 1948، وقدم حينئذ قائمة بسيطة من الهامبرغر وميلك شيك وبطاطا مقلية وقهوة وكوكا كولا تقدم في عبوات ولفائف ورقية. وبذا استطاعا تحضير كميات من هذه الوجبات دون الحاجة لانتظار طلبات العملاء، بل كان باستطاعتهما تقديم الطلبات مباشرة. وكانت تكلفة شطيرة الهامبرغر 15 سنتاً أي نصف سعر وجبة عشاء تقليدية. تأثر أسلوبهما في الإنتاج والذي أسمياه بنظام الخدمة السريعة بخط الإنتاج الذي ابتكره هنري فورد.
تقدم مطاعم الوجبات السريعة عادة أماكن للجلوس وتناول الطعام، لكنها في الوقت ذاته تستقبل طلبات وجبات السفري. أما خدمة تقديم الطعام على المائدة فهو نادر. تقدم الطلبات ويتم الدفع من خلال منصة الطلبات وينتظر الزبون أن يقوم الموظف بتجهيز الوجبة وتقديمها على صينية أو في علبة. كما تتوفر خدمة طلبات السيارة والتي تتيح للزبائن تقديم الطلب وتناول عبوات الوجبات من سياراتهم.
منذ أن عرفت خدمة الوجبات السريعة، تجهّز الوجبات ليتم أخذها وتناولها خارجاً، لذا لا يتطلب الأمر توفير أدوات تناول الطعام التقليدية. أما أهم المواد المشتركة التي توفرها معظم مطاعم الوجبات السريعة فتشمل السمك والبطاطا والشطائر وهامبرغر دجاج مقلي وتشيكن ناغتز وبطاطا مقلية وتاكو وبيتزا ومثلجات وبطاطا مهروسة والسلطات.

### أمريكا الشمالية

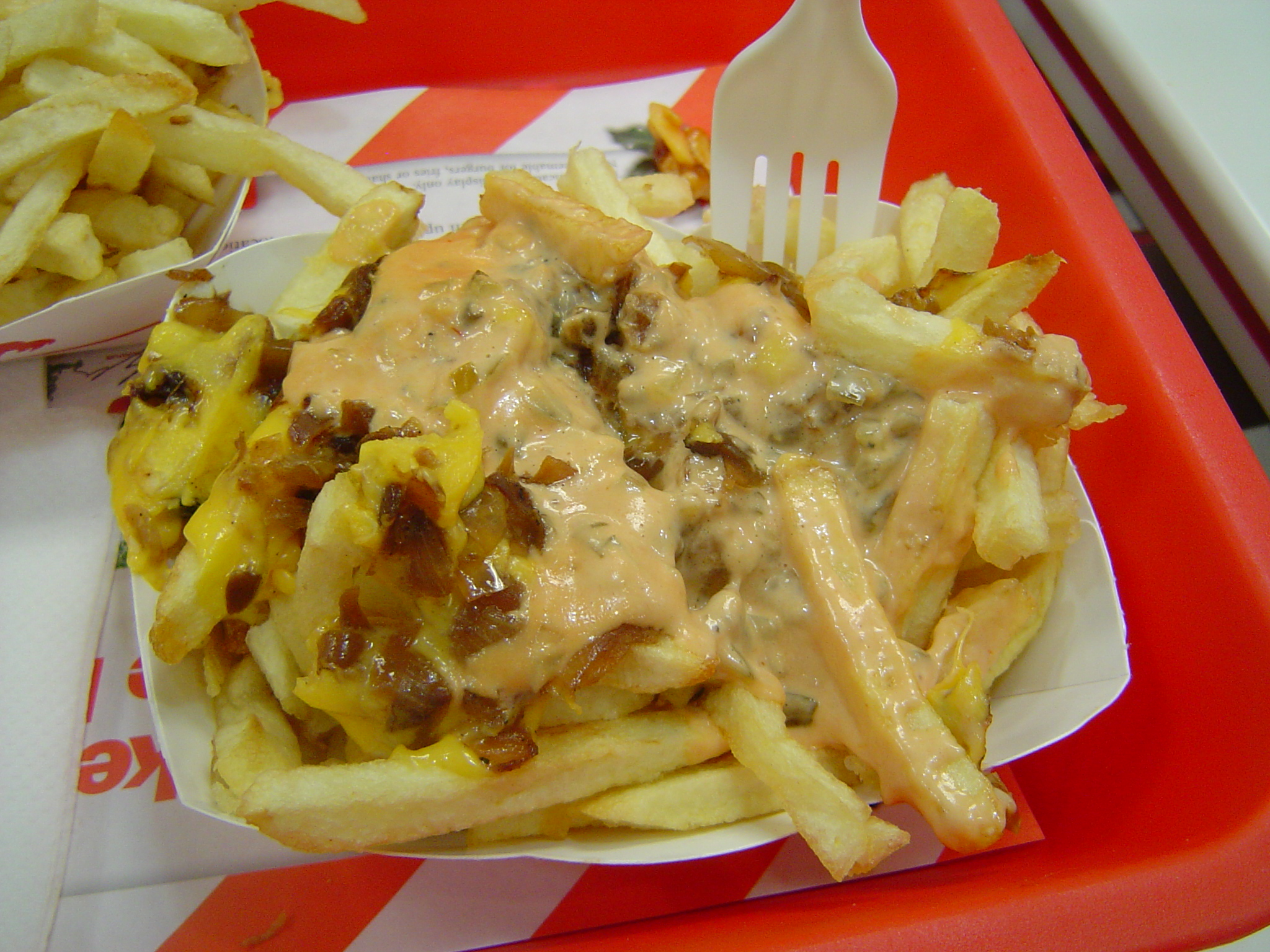
مقالي حيوانية من قائمة طعام إن آند أوت بيرغر السرية

## كقطاع عمل

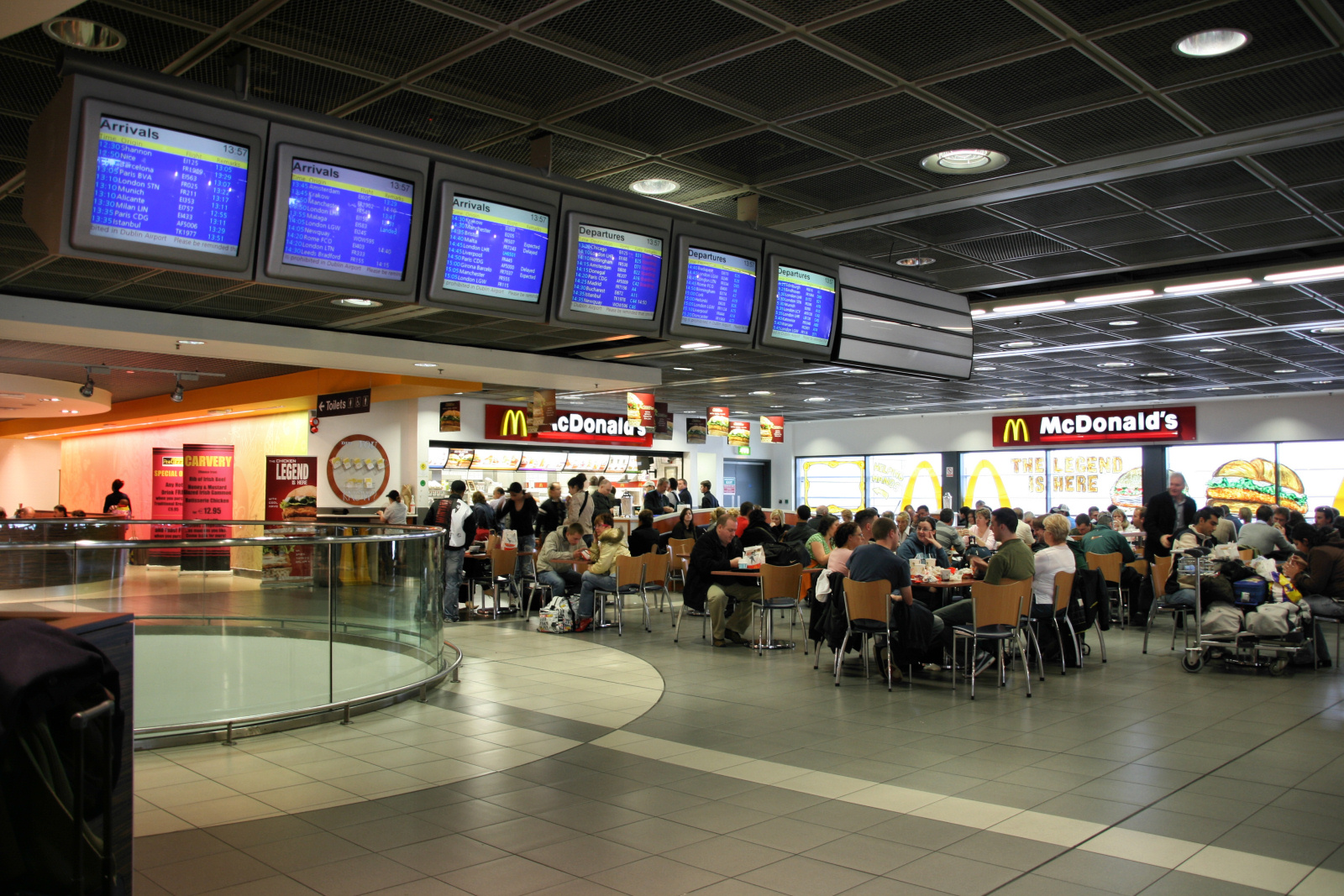
مطعم وجبات سريعة لماكدونالدز في مطار دبلن الدولي

### المملكة المتحدة
في المملكة المتحدة، أغلقت العديد من مطاعم الوجبات السريعة المحلية الرئيسية في فترة عقدي السبعينيات والثمانينيات من القرن العشرين بعد أن أصبحت مطاعم ماكدونالدز تتصدر السوق. لكن لا تزال بعض المطاعم عاملة كسلسلة مطاعم «ويمبي» على الرغم من تحول معظم الفروع لبيرغر كينغ عام 1989.

### اليابان
لا تزال المطاعم التقليدية التي تقدم الرامن والسوشي مهيمنة على ثقافة الوجبات السريعة في اليابان، على الرغم من انتشار المطاعم الأمريكية كبيتزا هت وماكدونالدز وكيه إف سي مع سلسلة المطاعم اليابانية موس برغر.

### الهند
معظم سلاسل الوجبات السريعة الرئيسية في الهند هي كينتاكي وماكدونالدز وصابواي وبيتزا هت ودومينوز بيتزا. توفر هذه المطاعم الوجبات الغربية. لكن معظم السكان يفضلون المطاعم التي توفر المأكولات المحلية كالسنبوسة وبانيبوري وفادا باف وغيرها.

### روسيا
تتواجد معظم سلاسل الوجبات السريعة العالمية في المدن الروسية كصبواي وماكدونالدز وبرجر كنج وغيرها. كما توجد سلاسل مطاعم محلية كتيرموك المختصة بالمطبخ الروسي.

### هونغ كونغ
في هونغ كونغ، وعلى الرغم من شهرة ماكدونالدز وكيه إف سي، إلاأن ثمة ثلاث سلاسل مطاعم سريعة محلية تقدم وجبات سريعة صينية، وهي «مقهى دي كورال» و«فيروود» و«ماكسيم لتقديم الطعام».

### نيوزيلندا
بدأت مطاعم الوجبات السريعة في نيوزيلندا في سبعينيات القرن الماضي بافتتاح مطعم دجاج كنتاكي عام 1971، بيتزا هت عام 1974، وماكدونالدز عام 1976. أما برجر كنج ودومينوز بيتزا فقد دخلا السوق في عقد التسعينيات. كما افتتحت مطاعم الوجبات السريعة الأسترالية كـ «إيغيل بويز» و«بيتزا هافن» فروعاً لها في عقد التسعينيات. لكن هذه الفروع بيعت لاحقاً لبيتزا هت ودومينوز بيتزا.
أنشأت بعض سلاسل مطاعم الوجبات السريعة في نيوزيلندا ومنها برغر فيول الذي افتتح عام 1995، و«جورجي باي» الذي افتتح عام 1997 (لكنه أغلق عام 1998 بسبب المشاكل المالية) وما لبث أن اشترته ماكدونالدز.